# إسحاق نيوتن
السير إسحاق نيوتن (بالإنجليزية: Isaac Newton) ‏ (25 ديسمبر 1642 – 20 مارس 1727) عالم إنجليزي يعد من أبرز العلماء مساهمة في الفيزياء والرياضيات عبر العصور وأحد رموز الثورة العلمية. شغل نيوتن منصب رئيس الجمعية الملكية، كما كان عضوًا في البرلمان الإنجليزي، إضافة إلى توليه رئاسة دار سك العملة الملكية، وزمالته لكلية الثالوث في كامبريدج وهو ثاني أستاذ لوكاسي للرياضيات في جامعة كامبريدج. أسس كتابه الأصول الرياضية للفلسفة الطبيعية، وربما كان هذا أهم عمل فردي يُنشر على الإطلاق في العلوم الطبيعية الذي نشر لأول مرة عام 1687، لمعظم مبادئ الميكانيكا الكلاسيكية. كما قدم نيوتن أيضًا مساهمات هامة في مجال البصريات، وشارك غوتفريد لايبنتز في وضع أسس التفاضل والتكامل.
صاغ نيوتن قوانين الحركة وقانون الجذب العام التي سيطرت على رؤية العلماء للكون المادي للقرون الثلاثة التالية حتى حلت محلها نظرية النسبية. كما أثبت أن حركة الأجسام على الأرض والأجسام السماوية يمكن وصفها وفق نفس مبادئ الحركة والجاذبية. وعن طريق اشتقاق قوانين كبلر من وصفه الرياضي للجاذبية، أزال نيوتن آخر الشكوك حول صلاحية نظرية مركزية الشمس كنموذج للكون.
صنع نيوتن أول مقراب عاكس عملي، ووضع نظرية عن الألوان مستندًا إلى ملاحظاته التي توصل إليها باستخدام تحليل منشور مشتت للضوء الأبيض إلى ألوان الطيف المرئي، كما صاغ قانونا عمليا للتبريد ودرس سرعة الصوت. بالإضافة إلى تأسيسه لحساب التفاضل والتكامل، وساهم نيوتن أيضًا في دراسة متسلسلات القوى ونظرية ذات الحدين، ووضع طريقة نيوتن لتقريب جذور الدوال.
كان نيوتن مسيحيًا متدينًا، لكن بصورة غير تقليدية، فقد رفض أن يأخذ بالتعاليم المقدسة للأنجليكانية، ربما لأنه رفض الإيمان بمذهب الثالوث. وأمضى نيوتن أيضًا أوقاتًا طويلة في دراسة الخيمياء وتأريخ العهد القديم، إلا أن معظم أعماله في هذين المجالين ظلت غير منشورة حتى بعد فترة طويلة من وفاته.

## حياته

### نشأته
ولد إسحاق نيوتن في 25 ديسمبر 1642 (وفق التقويم اليولياني المعمول به في إنجلترا في ذلك الوقت، الموافق 4 يناير 1643 وفق التقويم الحديث). في مزرعة وولسثورب في وولسثورب-كلوستروورث، في مقاطعة لينكونشير، بعد وفاة والده بثلاثة أشهر، الذي كان يعمل مزارعًا واسمه أيضًا إسحاق نيوتن. جاء والدته المخاض وولدت ابنها بعد ساعة أو ساعتين من منتصف الليل وكان القمر في تلك الليلة بدرًا، ونظرًا لولادته مبكرًا فقد كان طفلاً ضئيل الحجم حتى أن امرأتان كانتا تعتنيان بأمه أُرسلتا لجلب الدواء من الجوار ولكنهما بدلاً من أن تسرعا في جلب ذلك الدواء قررتا أن تستريحا في الطريق ظنًا منهما أن الطفل المولود ربما قد فارق الحياة بسبب حجمه. وقد وصفته أمه حنا إيسكوف بأنه يمكن وضعه في الكوارت. وعندما بلغ الثالثة من عمره، تزوجت أمه وانتقلت للعيش في منزل زوجها الجديد، تاركةً ابنها في رعاية جدتهِ لأمهِ والتي كانت تدعى مارغريت آيسكوف. لم يحب إسحاق زوج أمه، بل كان يشعر بمشاعر عدائية اتجاه أمه لزواجها منه.
من عمر الثانية عشر إلى السابعة عشر، التحق نيوتن بمدرسة الملك في جرانتهام، وقد ترك نيوتن المدرسة في أكتوبر 1659، ليعود إلى مزرعة وولسثورب، حيث وجد أمه قد ترملت من جديد، ووجد أنها قد خططت لجعله مزارعًا كأبيه، إلا أنه كان يكره الزراعة. أقنع هنري ستوكس أحد المعلمين في مدرسة الملك أمه بإعادته للمدرسة، فاستطاع بذلك نيوتن أن يكمل تعليمه. وبدافع الانتقام من الطلاب المشاغبين، استطاع نيوتن أن يثبت أنه الطالب الأفضل في المدرسة. اعتبر سيمون بارون-كوهين عالم النفس في كامبريدج ذلك دليلاً على إصابة نيوتن بمتلازمة أسبرجر.

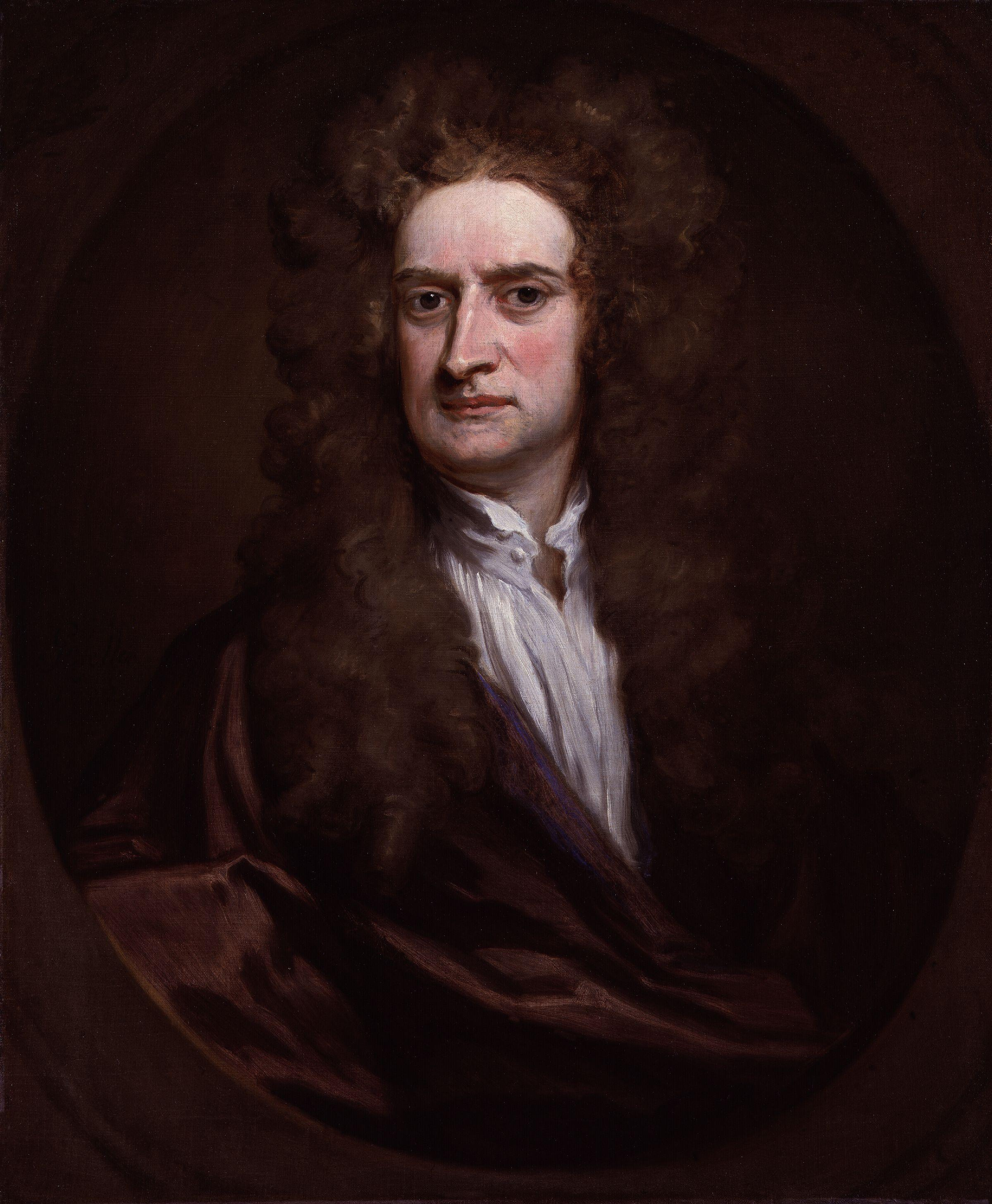
صورة مرسومة لنيوتن عام 1702.

في يونيو 1661، قُبِّلَ في كلية الثالوث بكامبريدج كطالب عامل، وهو نظام كان شائعًا حينها يتضمن دفع الطالب لمصاريف أقل من أقرانه على أن يقوم بأعمال مقابل ذلك. في ذلك الوقت، استندت تعاليم الكلية على تعاليم أرسطو، التي أكملها نيوتن بتعاليم الفلاسفة الحديثين كرينيه ديكارت، وعلماء الفلك أمثال نيكولاس كوبرنيكوس وجاليليو جاليلي ويوهانس كيبلر. في عام 1665، اكتشف نيوتن نظرية ذات الحدين العامة، وبدأ في تطوير نظرية رياضية أخرى أصبحت في وقت لاحق حساب التفاضل والتكامل. وبعد فترة وجيزة، حصل نيوتن على درجته العلمية في أغسطس 1665، ثم أغلقت الجامعة كإجراء احترازي مؤقت ضد الطاعون العظيم. على الرغم من عدم وجوده في كامبريدج، شهدت دراسات نيوتن الخاصة في منزله في وولسثورب في العامين اللاحقين تطوير نظرياته في حساب التفاضل والتكامل والبصريات وقانون الجاذبية. وفي عام 1667، عاد إلى كامبردج وزامل كلية الثالوث. وكانت زمالة الكلية تتطلب أن يترسم طالبو الزمالة ككهنة، وهو ما كان نيوتن يرجو تجنبه لعدم اتفاق ذلك مع آرائه الدينية. ولحسن حظ نيوتن، لم يكن هناك موعد نهائي محدد لأداء ذلك، ويمكن تأجيل الأمر إلى أجل غير مسمى. ثم أصبحت المشكلة أكثر حدة في وقت لاحق عندما انتخب نيوتن لوظيفة أستاذ لوكاسي للرياضيات المرموقة. فكان لابد له من الرسامة ليحصل على تلك الوظيفة، إلا أنه تمكن من الحصول على إذن خاص من تشارلز الثاني ملك إنجلترا لاستثنائه من ذلك.

### شبابه

#### الرياضيات
أضافت أعمال نيوتن لمعظم فروع الرياضيات، ولعل أهمها المخطوطة المنشورة عام 1666م حول موضوع حساب التفاضل والتكامل. وقد وصف إسحاق بارو في رسالة بعث بها لعالم الرياضيات جون كولينز في أغسطس 1669، قائلاً: «من أعمال السيد نيوتن، وهو زميل في كليتنا، وهو صغير جدا ، لكنه عبقري فوق العادة وماهر في مثل هذه الأمور.»
دخل نيوتن في نزاع مع غوتفريد لايبنتس حول أسبقية تطوير حساب التفاضل. يعتقد معظم المؤرخين المعاصرين أن نيوتن وليبنيز كلاهما طورا حساب التفاضل والتكامل بشكل مستقل. هناك من يقول بأن نيوتن لم ينشر أي شيء تقريبًا عن الموضوع حتى عام 1693، ولم يُنْشَر كاملاً إلا في عام 1704، في حين نشر لايبنتز عمله كاملاً في عام 1684. إلا أن هذا القول يغفل ما تضمنه كتاب نيوتن الأصول الرياضية للفلسفة الطبيعية المنشور عام 1687، من أسس ومبادئ حساب التفاضل والتكامل، إضافة لما ورد في كتابه «حول حركة الأجسام في المدارات» المنشور عام 1684. إلا أن عمل نيوتن في الأساس اعتمد على حساب التفاضل في صورة هندسية، بناءً على قيم محددة لنسب تلاشي الكميات الصغيرة: وشرحها في كتابه الأصول الرياضية تحت عنوان «طريقة النسب الأولى والأخيرة»، شارحًا لم وضع شروحاته في تلك الصيغ.
لهذا السبب، فإن كتاب الأصول الرياضية يوصف في العصر الحديث بأنه «كتاب متخم بنظرية حساب التفاضل والتكامل وتطبيقاتها» كما استخدم طريقة أو أكثر من هذا الحساب في كتابه حول حركة الأجسام في المدارات عام 1684. وكذلك في أبحاثه حول الحركة في العقدين التاليين لعام 1684.
تردد نيوتن في نشر حساب التفاضل والتكامل لأنه كان يخشى الجدل والنقد. كان نيوتن على علاقة وثيقة بعالم الرياضيات السويسري نيقولا فاشيو دي دوييه، الذي بدأ في إعادة كتابة كتاب نيوتن الأصول الرياضية في عام 1691، بما يتوافق مع أعمال لايبنتز. إلا أنه في عام 1693، تدهورت العلاقة بين دوييه ونيوتن، ولم يكتمل الكتاب. في بداية عام 1699، اتهم أعضاء آخرون في الجمعية الملكية (التي كان نيوتن فيها عضوًا) لايبنتز بسرقة الأفكار، ووصل النزاع لذروته عام 1711، عندما أعلنت الجمعية الملكية في دراسة أن نيوتن هو المكتشف الحقيقي لحساب التفاضل، وأن لايبنتز محتال. إلا أن هذه الدراسة أصبحت مجال شك، بعدما تبين فيما بعد أن نيوتن نفسه هو كاتب تلك الدراسة. هكذا بدأ الجدل المرير الذي شاب حياة كل من نيوتن وليبنيز، حتى وفاة الأخير في عام 1716.
ينسب أيضًا لنيوتن نظرية ذات الحدين، الصالحة لأي أس. كما اكتشف هويات نيوتن وطريقة نيوتن، التي تصنف منحنيات الأسطح المكعبية (متعددات الحدود من الدرجة الثالثة في متغيرين، التي قدمت مساهمات كبيرة لنظرية الفروق المحدودة)، وكان أول من استخدم رموز الكسور ووظف الهندسة التحليلية لاستخلاص حلول للمعادلات الديوفانتية. قرّب نيوتن القيم الجزئية للمتسلسلة المتناسقة باللوغاريتمات (مستبقًا صيغة أويلر-ماكلورين). وكانت أعمال نيوتن حول المتسلسلات اللانهائية مستوحاة من أعمال سيمون ستيفين.
وفي عام 1669، عُين نيوتن أستاذ لوكاسي للرياضيات بناء على توصية من بارو. في تلك الفترة، كان يشترط في أي زميل لكامبريدج أو أكسفورد أن تتم رسامته كاهنًا أنجليكانيًا. إلا أن وظيفة أستاذ لوكاسي للرياضيات، لم تكن تشترط أن يكون صاحبها نشطًا في الكنيسة. استنادًا إلى ذلك، التمس نيوتن من تشارلز الثاني ملك إنجلترا أن يعفيه من الرسامة كشرط للالتحاق بتلك الوظيفة، وهو ما قبله الملك. وبذلك، تجنب نيوتن الصدام بين قناعاته الدينية والعقيدة الإنجيلية.

#### البصريات

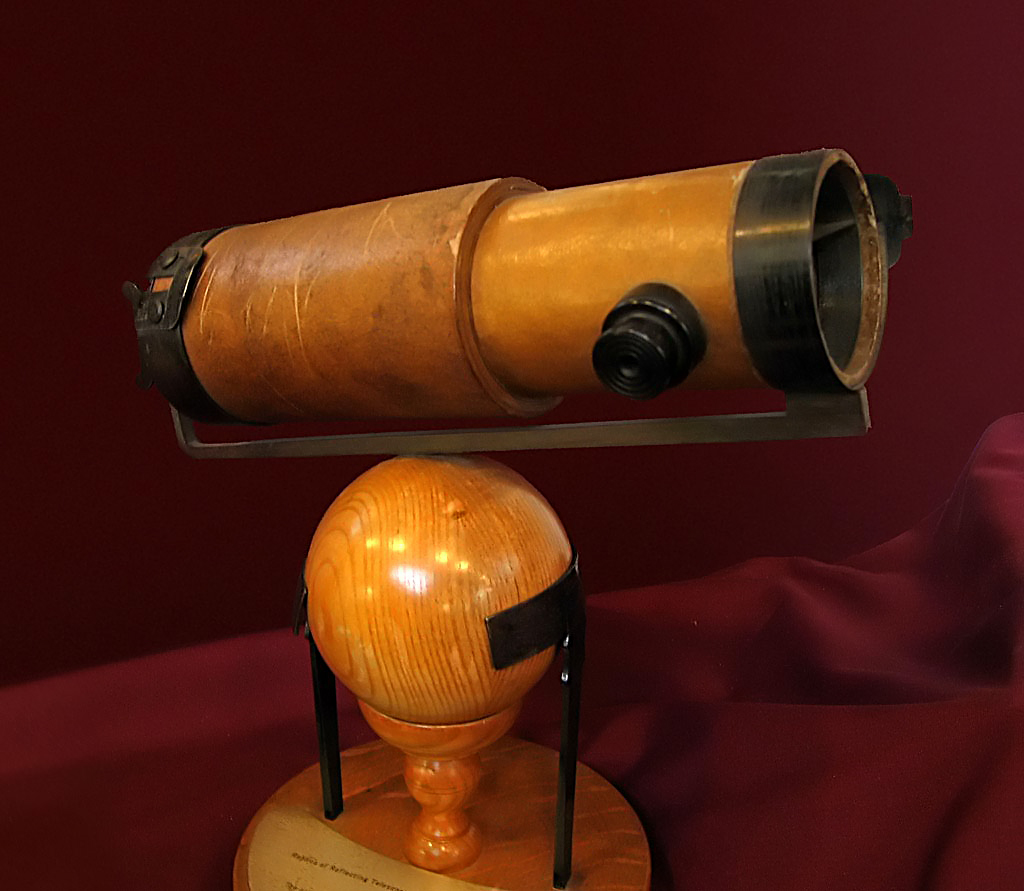
محاكاة للمقراب العاكس الثاني لنيوتن، الذي قدمه للجمعية الملكية عام 1672.

من عام 1670 حتى عام 1672، ألقى نيوتن محاضرات في علم البصريات. خلال هذه الفترة، درس انكسار الضوء، وأوضح أن الموشور المشتت يمكنه تحليل الضوء الأبيض إلى ألوان الطيف المرئي، وأنه باستخدام عدسة وموشور آخر يمكن إعادة تجميع الطيف متعدد الألوان إلى الضوء الأبيض. يزعم العلماء المعاصرون أن فكرة تحليل الضوء وإعادته إلى صورته القديمة، استلهمها نيوتن من أعماله الخيميائية.
كما بيّن أن الضوء الملون لا يغير خصائصه عن طريق فصل شعاع ملون، وتسليطه على الأشياء المختلفة. وأشار إلى أنه بغض النظر عن ما إذا كان الضوء انعكس أو تشتت أو انتقل، فإنه يبقى باللون نفسه. وهكذا، لاحظ أن اللون هو نتيجة تفاعل الأشياء مع الضوء الملون بالفعل، لا أن الأشياء هي من تولد اللون. وهذا ما يعرف باسم نظرية نيوتن للألوان.

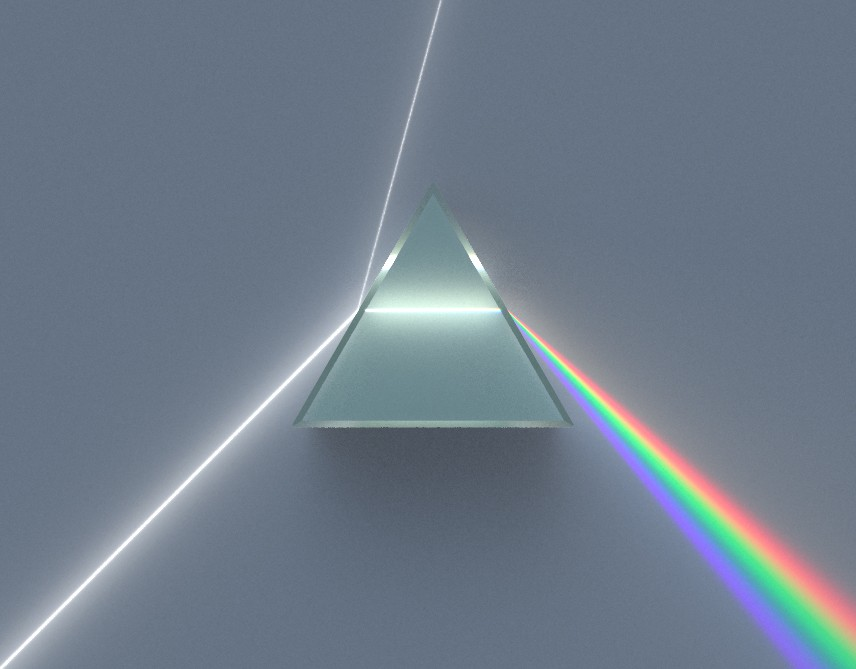
صورة توضح اكتشاف نيوتن لتحليل الموشور المشتت للضوء الأبيض إلى ألوان الطيف المرئي.

من خلال هذا العمل، استنتج نيوتن أن عدسات أي مقراب عدسات ستعاني من تشتيت الضوء إلى ألوان (الزيغ اللوني). بناءً على هذا المفهوم، صنع مقرابًا باستخدام مرآة تعمل كعدسة شيئية لتجاوز هذه المشكلة. كان التصميم أول مقراب عاكس عملي (يعرف اليوم باسم مقراب نيوتن)، متضمنًا حل مشكلة مادة المرآة المناسبة وتقنية التشكل. صنع نيوتن مراياه من تركيبة خاصة لمادة عالية الانعكاسية، مستخدمًا حلقات نيوتن للحكم على الجودة البصرية لمقراباته. في أواخر عام 1668، استطاع صنع أول مقراب عاكس عملي. وفي عام 1671، طالبته الجمعية الملكية بشرح مقرابه العاكس. وشجعه اهتمامهم على نشر أفكاره عن الألوان، التي شرحها باستفاضة في كتابه البصريات. وعندما انتقد روبرت هوك بعض أفكار نيوتن، شعر نيوتن بالإهانة لدرجة أنه انسحب من المناقشة العامة. كان بين نيوتن وهوك مراسلات قليلة في الفترة بين عامي 1679-1680، عندما عيّن هوك لإدارة مراسلات الجمعية الملكية، كانت المراسلات بهدف طلب موافقة نيوتن على إعادة تمثيل أفكاره في الجمعية الملكية، لإثبات أن الشكل البيضاوي لمدارات الكواكب ناتج عن قوى جاذبية تتناسب عكسيًا مع مربع نصف القطر (انظر قانون الجذب العام لنيوتن وحول حركة الأجسام في مدارات). لكن العلاقة بين الرجلين ظلت فاترة حتى وفاة هوك.

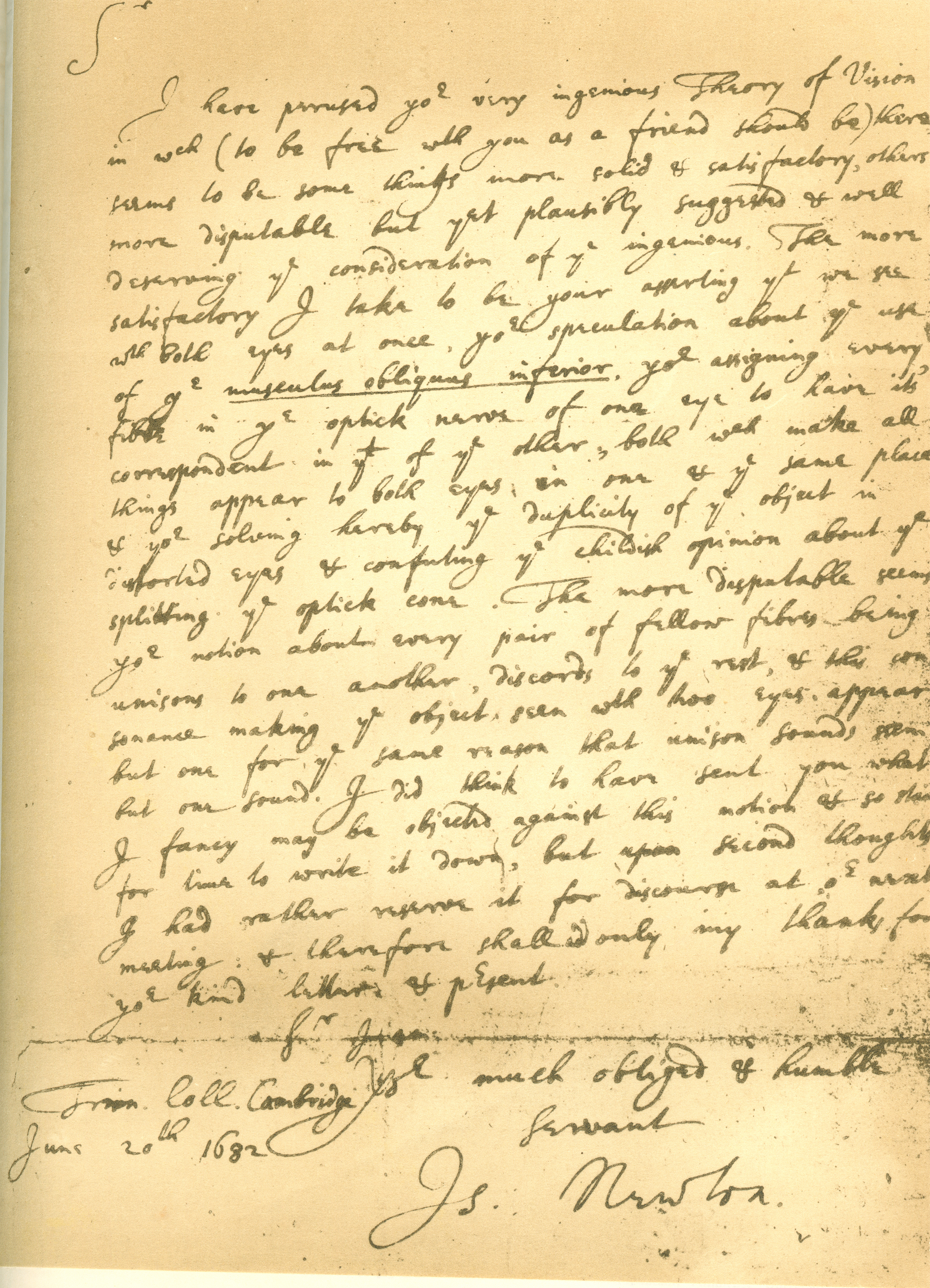
رسالة من نيوتن إلى د. ويليام بريجز يعلق فيها على كتاب بريجز "نظرية جديدة للرؤية" عام 1682.

ادعى نيوتن أن الضوء يتكون من جسيمات تنحرف من خلال تسريع حركتها في وسط أكثر كثافة. استخدم نيوتن نموذج مشابه للموجات الصوتية لشرح النمط المتكرر للتفكير للانعكاس والانتقال خلال الأغشية الرقيقة. غير أن الفيزيائيين لاحقًا فضلوا، الوصف الموجي البحت للضوء لنماذج التداخل وظاهرة الحيود. واليوم تتشابه ميكانيكا الكم والفوتونات وفكرة ازدواجية الموجة والجسيم بشكل طفيف مع فهم نيوتن للضوء.

في فرضيته حول الضوء عام 1675، افترض نيوتن وجود أثير مضيء لنقل القوى بين الجزيئات. أثار تعرف نيوتن على هنري مور اهتمامه بالخيمياء. استبدل نيوتن الأثير بفكرة وجود قوى غامضة تعتمد على الجذب والتنافر بين الجسيمات. وفي عام 1704، نشر نيوتن كتابه البصريات، والذي شرح فيه نظريته عن الضوء. واعتبر أن الضوء يتكون من جسيمات دقيقة للغاية، وتكهن بأنه من خلال نوع من التحويلات الخيميائية 
أشار مقال بعنوان «نيوتن والموشورات وكتاب البصريات» إلى أن نيوتن في كتابه البصريات، كان أول من رسم رسمًا تخطيطيًا لتمدد الأشعة عبر الموشور. وفي نفس الكتاب، وصف نيوتن عبر الرسوم البيانية، استخدام مصفوفات الموشورات المتعددة. وبعد 278 سنة من شرح نيوتن للموضوع، أصبحت أشعة الموشورات المتعددة المتوسعة أساسية في تطوير عرض الخط الطيفي في الليزر القابل للتوليف. أيضًا، قاد استخدام الموشورات الموسعة لحزم الأشعة إلى وضع نظرية التشتت عبر الموشورات المتعددة.

#### الميكانيكا والجاذبية

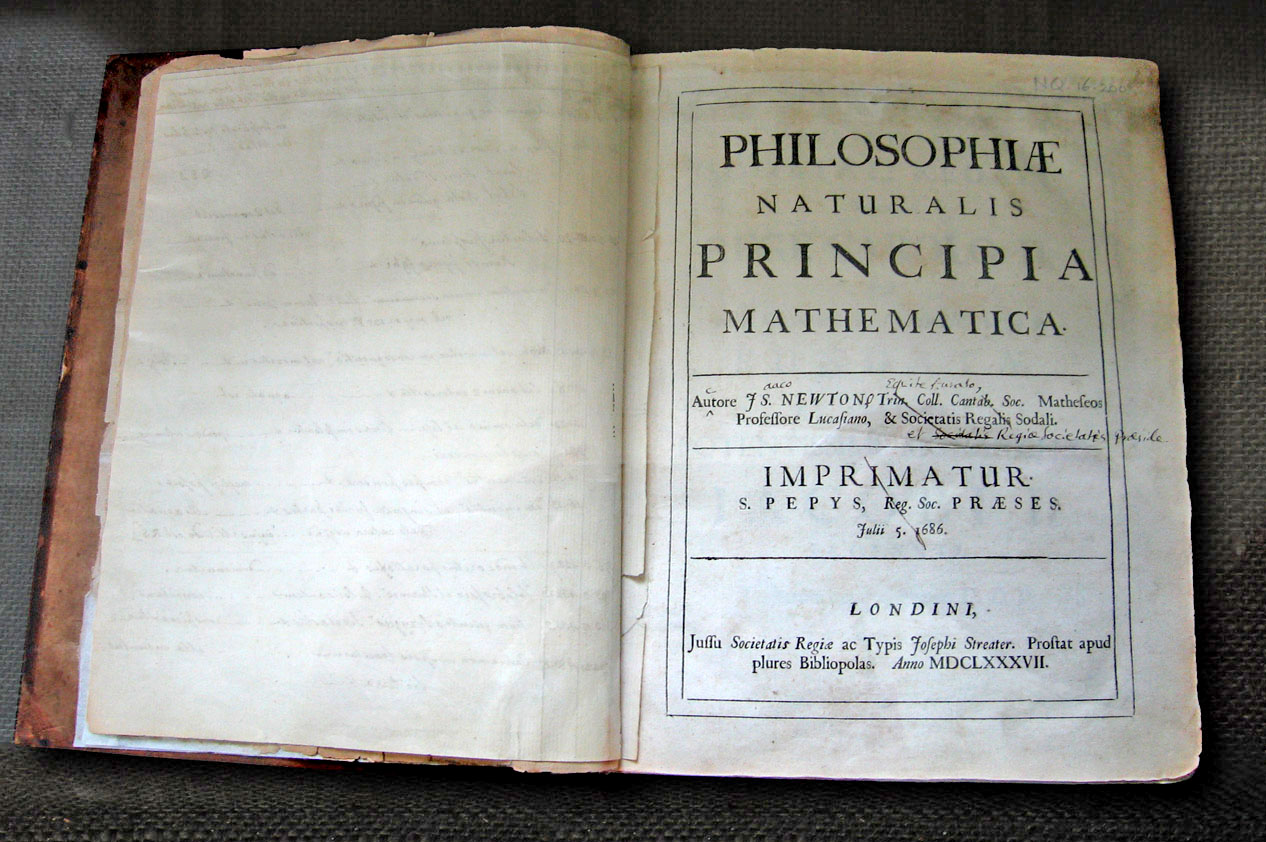
نسخة خاصة بنيوتن من كتابه الأصول الرياضية للفلسفة الطبيعية, عليها تعديلات بخط يده لإضافتها في النسخة الثانية من الكتاب.

في عام 1679، عاد نيوتن لمواصلة أعماله حول الميكانيكا السماوية، والتي تشمل الجاذبية وتأثيراتها على مدارات الكواكب، وفق قوانين كبلر لحركة الكواكب. دفع نيوتن إلى مواصلة العمل في هذا المجال، المراسلات التي كانت بينه وبين هوك عامي 1679-1680، بعد تعيين هوك مديرًا لإدارة مراسلات الجمعية الملكية، بخصوص موافقة نيوتن على عمل محاكاة لأعمال نيوتن لتوضيحها أمام الجمعية الملكية. كما استعاد نيوتن اهتمامه بالمسائل الفلكية بعد ظهور مذنب في شتاء 1680/1681، والذي تناقش حوله مع جون فلامستيد. بعد المراسلات المتبادلة مع هوك، أثبت نيوتن أن الشكل البيضاوي لمدارات الكواكب سببه تناسب قوى الجاذبية عكسيًا مع مربع نصف قطر المسافة. أبلغ نيوتن نتائجه إلى إدموند هالي وإلى الجمعية الملكية في بحثه حركة الكواكب المكون من حوالي 9 ورقات تم نسخها في سجل الجمعية الملكية في ديسمبر 1684. احتوى ذلك البحث على النواة التي طورها ووسعها نيوتن لتصبح كتابه «الأصول الرياضية للفلسفة الطبيعية».
نشر كتاب الأصول الرياضية للفلسفة الطبيعية في 5 يوليو 1687 بتشجيع ودعم مادي من إدموند هالي. ولقد وضع في هذا الكتاب (قوانين نيوتن للحركة) التي ساعدت على إحداث الكثير من التطويرات خلال الثورة الصناعية والتي سرعان ما أصبحت الأساس الذي تقوم عليه التقنيات غير النسبية حتى وقتنا الحاضر. وفيه أيضًا، استخدم لأول مرة مفهوم الجاذبية، وحدد قانون الجذب العام لنيوتن. كذلك، استخدم طريقة تشبه حساب التفاضل والتكامل للتحليل الهندسي 'النسب الأولى والأخيرة'، توصّل بها إلى الاستدلال التحليلي الأول (على أساس قانون بويل) لتقدير سرعة الصوت في الهواء. ومفترضًا الشكل الكروي للأرض، وتوصّل إلى كون الاعتدالات ناتجة عن انجذاب القمر للأرض، لتبدأ دراسة تأثير الجاذبية على الحركة غير المنتظمة للقمر. كما قدم نظرية لتحديد مدارات المذنبات، وغير ذلك من المساهمات.
قدم نيوتن بوضوح نموذجه حول مركزية الشمس في النظام الشمسي، حيث أدرك انحراف الشمس عن مركز النظام الشمسي. كما استنكر أن يكون مركز النظام أو أي نظام في حالة سكون. أدى تسليم نيوتن بوجود قوة قادرة على التأثير عبر مسافات شاسعة إلى تعرضه لانتقادات بدعوى أنه ينجّم في العلم. في وقت لاحق، في الطبعة الثانية من كتابه الأصول الرياضية عام 1713، رفض نيوتن بشدة هذه الانتقادات في خاتمة الطبعة، ذاكرًا أنهم رفضوا الأمر دون أسباب، مذيلاً كلامه بعبارته الشهيرة "hypotheses non fingo" (أنا لا أختلق الفرضيات). وقد انتشر كتابه الأصول الرياضية دوليًا، مما أكسبه عددًا من المعجبين منهم عالم الرياضيات سويسري المولد نيقولا فاشيو دي دوييه، الذي تكونت بينهما علاقة متينة، وانتهت فجأة عام 1693 بالتزامن مع تعرض نيوتن لانهيار عصبي.

### شيخوخته

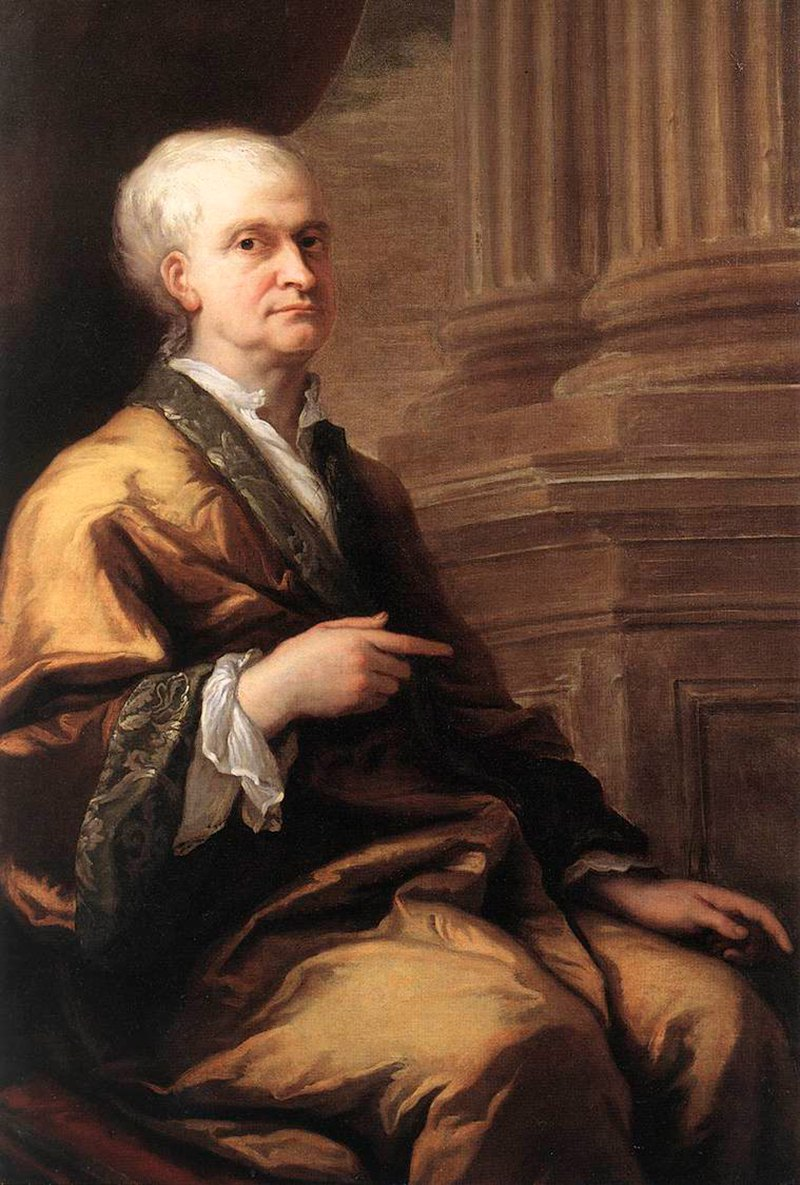
إسحاق نيوتن في شيخوخته عام 1712.

في العقد الأخير من القرن السابع عشر، كتب نيوتن الكتابات الدينية التي تتعامل مع التفسير الحرفي للكتاب المقدس. ومن المحتمل أن تكون اعتقادات هنري مور حول الكون ورفض الثنائية الديكارتية قد أثرت على أفكار نيوتن الدينية. بعث نيوتن بمخطوطة إلى جون لوك شكك فيها في وجود الثالوث، وظلت هذه المخطوطة غير منشورة حتى عام 1785، أي بعد أكثر من نصف قرن من وفاته. وفي وقت لاحق، كتب نيوتن «التسلسل الزمني للممالك القديمة» الذي نشر عام 1728، و«ملاحظات على نبوءات دانيال ورؤيا القديس يوحنا» المنشور عام 1733، أي أنهما نشرا بعد وفاته. كما كرّس أيضًا قدرًا كبيرًا من وقته لدراسة الخيمياء. وكان نيوتن أيضًا عضوًا في برلمان إنجلترا عامي 1689-1690 وعام 1701، ولكن وفقًا لبعض المصادر، أن تعليقاته الوحيدة كانت فقط للشكوى من برودة الجو وطلب أن يتم غلق النوافذ.
في عام 1696، انتقل نيوتن إلى لندن لتولي منصب مدير دار سك العملة الملكية. عندئذ، تولى نيوتن مسؤولية إصلاح وإعادة سك عملة إنجلترا. ثم أصبح نيوتن رئيس نفس الدار بعد وفاة رئيسها توماس نيل عام 1699، وهو المنصب الذي شغله نيوتن حتى وفاته. اهتم نيوتن بوظيفته الجديدة مما دعاه للاستقالة من وظيفته الجامعية في كامبريدج عام 1701. وفي عام 1717 ووفق قانون الملكة آن، أدار نيوتن عملية تحويل الجنيه الإسترليني من هيئته الفضية إلى الهيئة الذهبية من خلال تحديد القيمة التبادلية المقابلة للذهب من الفضة. مما جعل الجنيهات الفضية القديمة تذاب وتشحن خارج بريطانيا. وفي عام 1703، اختير نيوتن رئيسًا للجمعية الملكية وزميلاً للأكاديمية الفرنسية للعلوم. في منصبه كرئيس للجمعية الملكية، عادى نيوتن عالم الفلك الملكي جون فلامستيد، عندما أرغمه على نشر كتابه الفلكي «وصف مواقع النجوم» قبل أن ينهيه، وهو الكتاب الذي استخدمه نيوتن في دراساته.

الشعار الشخصي للسير إسحاق نيوتن

في أبريل 1705، منحته الملكة آن لقب سير خلال زيارتها لكلية الثالوث في كامبريدج. ومن المرجح أن منحه لقب فارس كان بناءً على اعتبارات سياسية مرتبطة بالانتخابات البرلمانية في مايو 1705، لا اعترافًا بإنجازاته العلمية ولا لخدماته في دار سك العملة. أصبح نيوتن بذلك ثاني عالم يحصل على اللقب بعد السير فرانسيس بيكون.
قرب نهاية حياته، أقام نيوتن في كارنبري بارك بالقرب من وينتشستر مع ابنة أخته لأمه وزوجها، وحتى وفاته في 1727. وقد قامت على خدمته ابنة أخته كاثرين بارتون كوندويت التي شغلت منصب مديرة منزله في شارع جيرمين في لندن، والتي كان يُكن لها محبة شديدة.
توفي نيوتن أثناء نومه في لندن يوم 20 مارس 1727 (31 مارس 1727 وفق التقويم الحديث)، ودفن في دير وستمنستر. ولكونه أعزب، أنفق نيوتن الكثير من ثروته على أقاربه خلال السنوات الأخيرة من حياته، وتوفي دون وصية. وبعد وفاته، فُحِصَ شعر نيوتن ووجدت آثار للزئبق، والتي من المرجح أنها ناجمة عن تجاربه الخيميائية. لذا، فإنه يمكن تفسير غرابة أطوار نيوتن في أواخر حياته، لإصابته بالتسمم بالزئبق.

### ما بعد وفاته
يرى عالم الرياضيات جوزيف لوي لاغرانج أن نيوتن كان أعظم عبقري عاش في أي وقت مضى. كان نيوتن نفسه متواضعًا فيما يخص إنجازاته، وهو ما ظهر في رسالته إلى روبرت هوك في فبراير 1676:
إن توصلت لشيء، فذلك لأني أقف على أكتاف العمالقة.
يختلف المؤرخون حول مقصد نيوتن من تلك العبارة. البعض يرى أنها جاءت في وقت كان فيه نيوتن وهوك في نزاع حول الاكتشافات في مجال البصريات، وأن نيوتن كان يقصد بالعبارة السخرية من هوك (الذي يقال أنه كان قصيرًا وأحدبًا). وعلى النقيض، يرى آخرون أن نيوتن استخدم عبارة «أقف على أكتاف العمالقة» التي كانت شائعة في تلك الفترة، بعد أن استخدم الشاعر جورج هربرت هذه العبارة في إحدى قصائده عام 1651، حيث قال «قزم على أكتاف عملاق يرى أبعد من الاثنين»، وبذلك قياسًا يصف نيوتن نفسه قزمًا يقف على أكتاف هوك.
كما كتب نيوتن لاحقًا في مذكراته:
أنا لا أعرف كيف أبدو للعالم، غير أني أرى نفسي كصبي يلعب على شاطئ البحر، أتسلى من حين لآخر بإيجاد حصاة ناعمة أو قوقعة جميلة للغاية، لكن في الواقع هناك محيط كبير من الحقائق غير المكتشفة ما زال خلفي.
كان ألبرت أينشتاين يحتفظ بصورة لنيوتن على جداره جنبًا إلى جنب مع صور فاراداي وماكسويل. وإلى اليوم، لا يزال نيوتن له تأثيره على العلماء، كما يتضح من دراسة استقصائية أجريت عام 2005 عندما سأل أعضاء الجمعية الملكية عمّن كان تأثيره أكبر على تاريخ العلم، نيوتن أو أينشتاين، فاختاروا نيوتن لمجمل أعماله. وفي عام 1999، في استطلاع رأي 100 من أهم علماء الفيزياء اليوم، اختاروا أينشتاين «كأعظم عالم فيزياء في أي وقت مضى» تلاه نيوتن، وفي استفتاء آخر على موقع PhysicsWeb كان نيوتن في الصدارة.

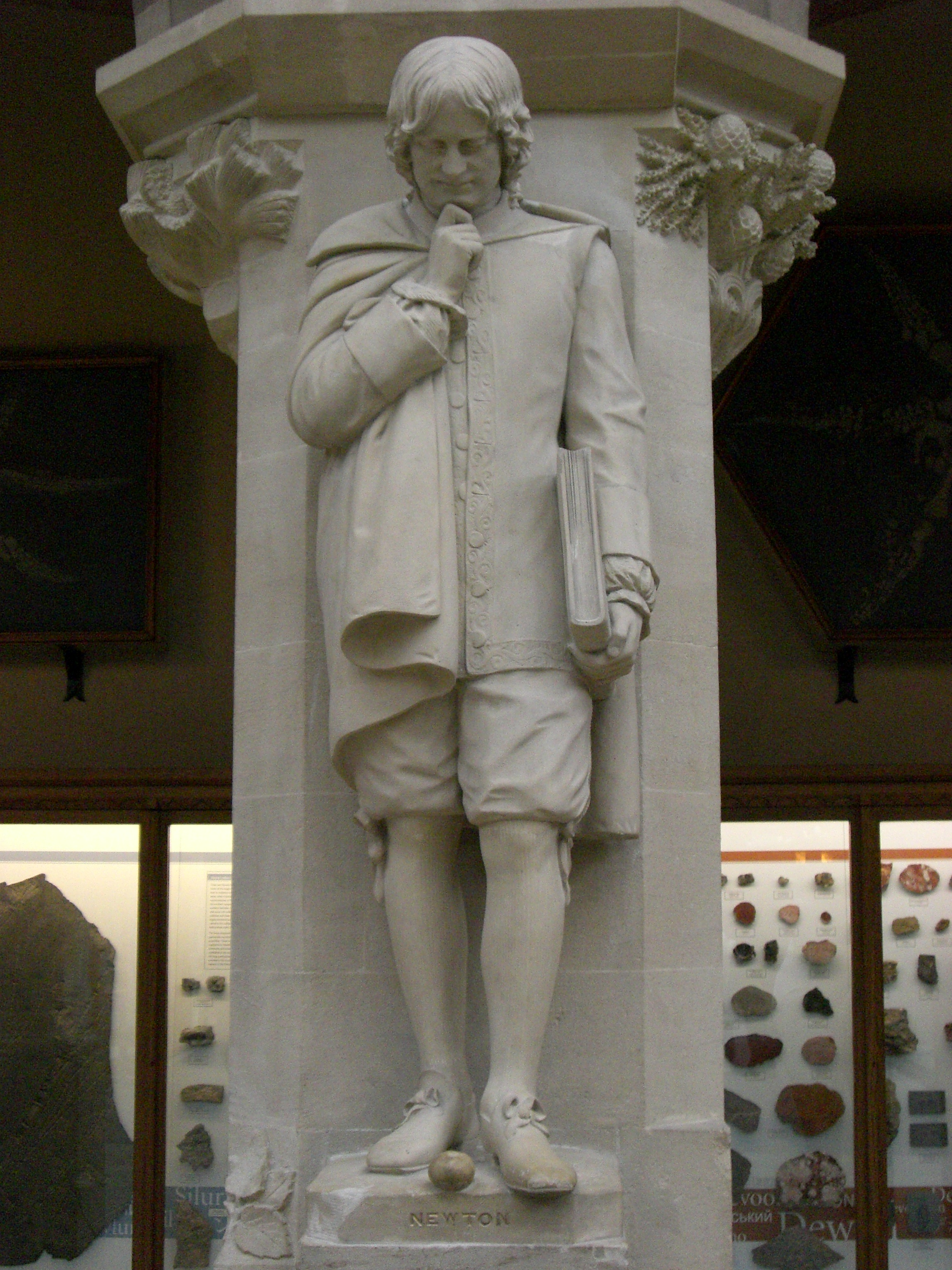
تمثال نيوتن المعروض في متحف التاريخ الطبيعي في جامعة أوكسفورد.

وضع نصب لنيوتن عام 1731 في دير وستمنستر، في الجهة الشمالية من الدير بالقرب من قبرهِ. نفذ هذا النصب النحات مايكل ريسبريك من الرخام الأبيض والرمادي من تصميم المهندس المعماري وليام كينت، منقوش على قاعدته باللاتينية:
هنا يرقد إسحق نيوتن، الفارس، الذي بقوة وهبها له الله في عقله، وبالمبادئ الرياضية التي وضعها بنفسه، اكتشف مسارات وأشكال الكواكب، ومسارات المذنبات، ومد وجزر البحر، واختلاف أشعة الضوء وما لم يتصوره عالم آخر من قبل، وخصائص الألوان الناتجة. ودأبه وإيمانه وحكمته، وفي عرضه لطبيعة وقدم وقداسة الكتاب المقدس، أظهر بفلسفته عظمة الله العظيم، وأظهر بساطة الإنجيل. كبشر نسعد بوجود شخص ما كهذا زيّن وجود الجنس البشري! ولد في 25 ديسمبر 1642، وتوفي في 20 مارس 1726/7.
وفي عام 1795، صنع ويليام بليك تمثالاً ملونًا من النحاس لنيوتن. وبين عامي 1978-1988، صمم هاري إيكليستون صورة لنيوتن ظهرت على السلسلة D من الجنيه الإسترليني الصادر عن بنك إنجلترا، يظهر فيها نيوتن يحمل كتابًا وبرفقته مقراب وموشور وخريطة للمجموعة الشمسية. ولنيوتن تمثال ينظر فيه إلى تفاحة عند قدميه، موجود في متحف التاريخ الطبيعي في جامعة أوكسفورد. إضافة إلى تمثال كبير من البرونز، صنعه إدواردو باولوزي عام 1995، معروض في ساحة المكتبة البريطانية في لندن.

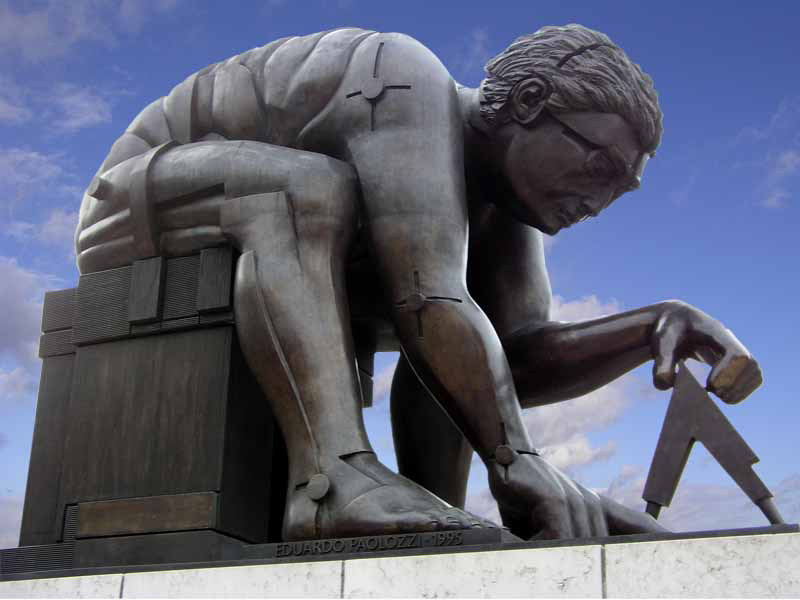
تمثال لنيوتن أمام المكتبة البريطانية من تصميم إدورادو باولوزي عام 1995.

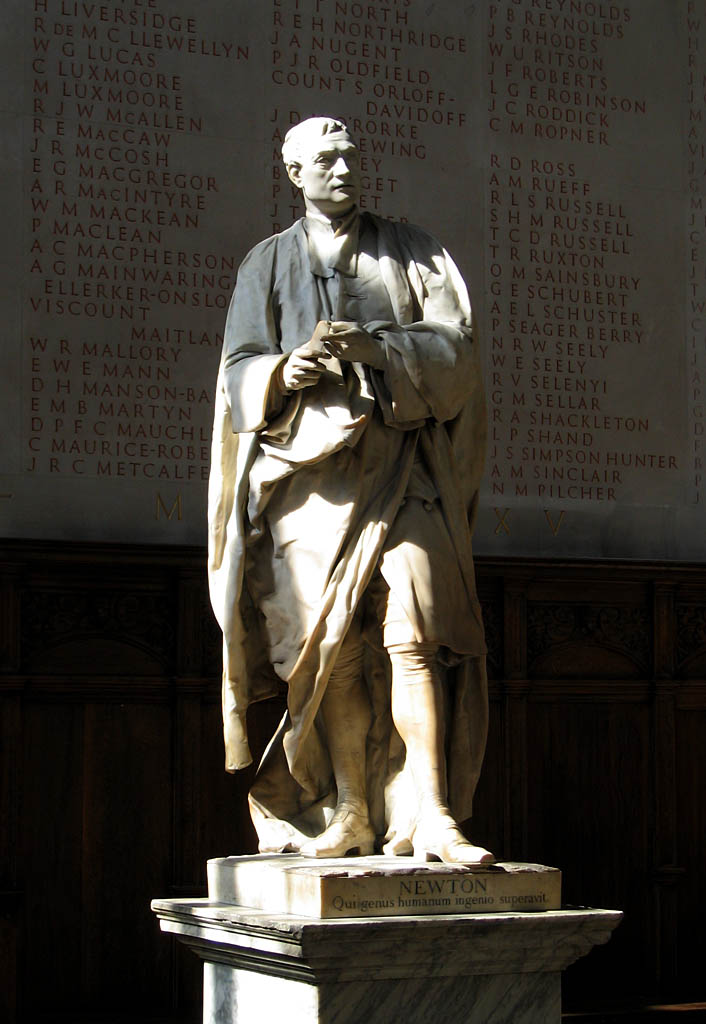
تمثال نيوتن الموضوع في كنيسة كلية الثالوث في كامبريدج.

وقد قال فيه الشاعر الإنجليزي ألكسندر بوب:

الطبيعة وقوانين الطبيعة ظلت خاملة متخفية في الظلام،

حتى قال الله لنيوتن كن فأضاءت كلها.
وقد وصف ويليام ووردزوورث تمثال نيوتن الرخامي في كلية الثالوث في كامبريدج، قائلاً:
تمثال نيوتن الرخامي المنصوب في كنيسة كلية الثالوث بموشوره ووجهه الصامت، دليل أبدي على وجود عقل جال في بحور الفكر الغريبة وحده.
كما ذكره الشاعر ويليام بليك في كتابه «أورشليم: عودة العملاق ألبيون»
وفي السينما، كان الجدل حول أسبقية اختراع التفاضل والتكامل بين نيوتن وليبنيز موضوع فيلم صدر عام 2010 بعنوان «اختراع التفاضل والتكامل». وفي عام 1999، صدر فيلم وثائقي حول سبع علماء بعنوان «أنا وإسحاق نيوتن».

## حياته الشخصية
على الرغم من صعوبة إثبات ذلك، إلا أنه من المعروف أن نيوتن مات بكراً، وفق ما ذكره عالم الرياضيات تشارلز هوتون والاقتصادي جون مينارد كينز والفيزيائي كارل ساغان. وادعى الكاتب والفيلسوف الفرنسي فولتير، الذي كان في لندن وقت جنازة نيوتن، أن هذه المعلومة أكيدة، حيث كتب قائلًا: «لقد أكد لي الطبيب والجراح اللذان كانا معه وقت الوفاة ذلك» (ذكرا أنه أخبرهما بذلك وهو على فراش الموت). وفي عام 1733، أعلن فولتير للملأ أن نيوتن «لم يكن لديه رغبة أو ميل، نحو أي امرأة».
كان نيوتن صديقًا وطيدًا مع عالم الرياضيات السويسري نيقولا فاشيو دي دوييه، الذي قابله في لندن حوالي عام 1690. إلا أن علاقتهما انقطعت فجأة ودون أسباب واضحة عام 1693.

## أفكاره الدينية

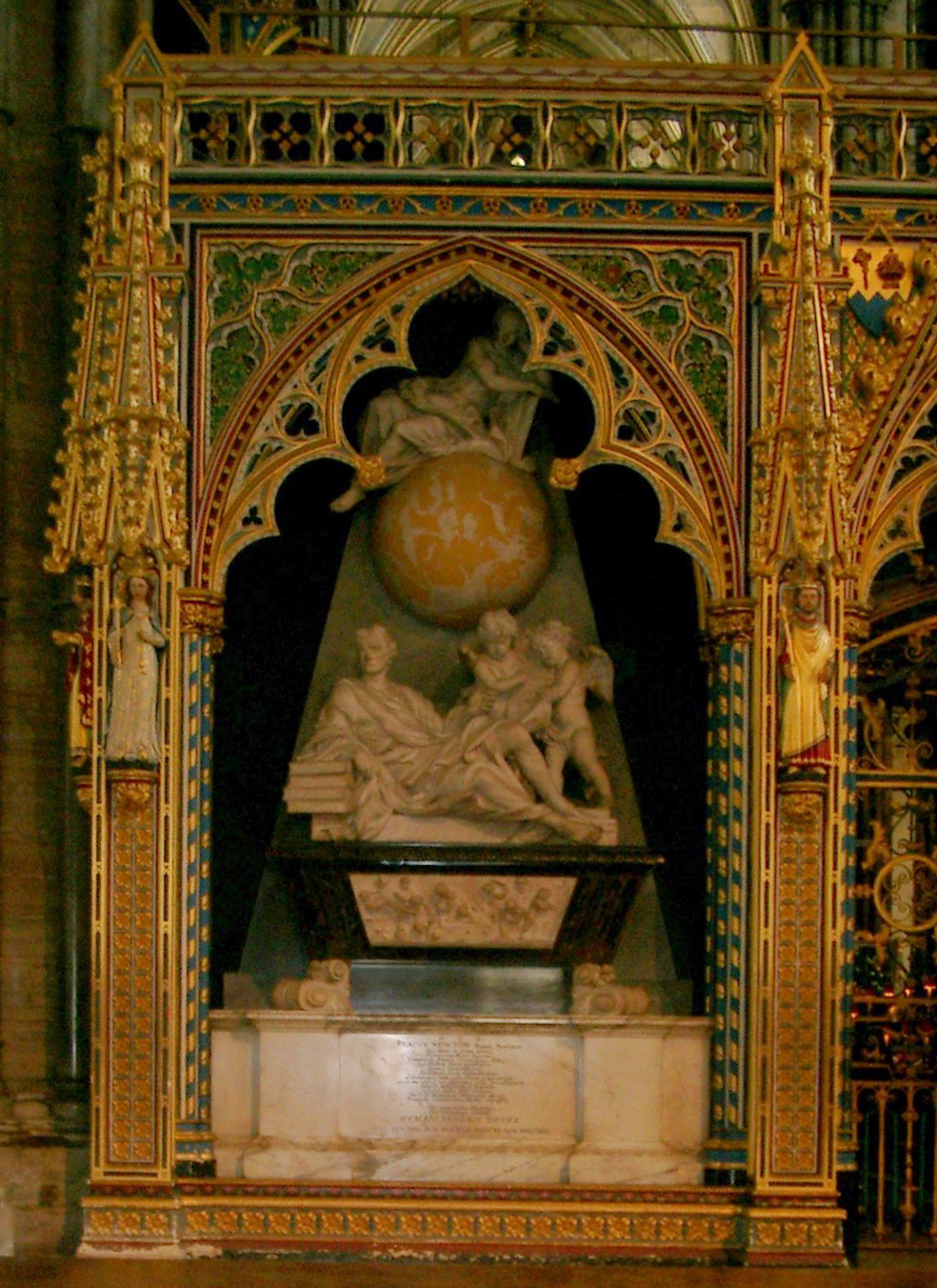
قبر نيوتن في دير وستمنستر.

يرى عدد قليل من المؤرخين، أن نيوتن كان يؤمن بالنظرية الأرثوذكسية الشرقية حول الثالوث بدلاً من العقيدة الغربية التي تراها الكنيسة الرومانية الكاثوليكية والأنجليكانية ومعظم الطوائف البروتستانتية. إلا أن هذه النظرية فقدت مؤيديها في الآونة الأخيرة في ظل وجود أوراق نيوتن اللاهوتية، حيث يصنف معظم العلماء نيوتن باعتباره موحدًا لا ثالوثيًا. كان نيوتن يرى عبادة المسيح كإله أنها عبادة أصنام، وأنها الخطيئة الكبرى. ويقول المؤرخ ستيفن سنوبيلين عن نيوتن «كان إسحاق نيوتن مهرطقًا لكنه ... لم يسبق له أن أعلن للملأ قناعاته الدينية المتطرفة. فقد أخفى أفكاره بدقة جعلت العلماء لا يزالون يتناقشون حول معتقداته الشخصية.» كما أكد سنوبيلين أن نيوتن كان على الأقل متعاطفًا مع طائفة السوسينيين (كان يملك وقرأ على الأقل ثمانية من كتبهم)، فهو من المحتمل آريوسي وبالتأكيد لا ثالوثي. يستدل على ذلك برفض نيوتن تلقينه التعاليم المقدسة وهو على فراش الموت.
وعلى الرغم من أن وضعه لقوانين الحركة والجاذبية الكونية كانا أعظم إنجازاته، إلا أنه حذر من استخدامها بهدف تصوير الكون كآلة. فقال: «تفسر الجاذبية حركة الكواكب، ولكنها لا تفسر من الذي يجعلها تتحرك. فالله يحكم كل شيء ويعرف كل شيء وما يمكن أن يكون.» ومع شهرته العلمية، درس نيوتن الكتاب المقدس وكتابات آباء الكنيسة. وكتب نيوتن نقدًا للنصوص، أبرزها «وصف تاريخي لتحريفين مهمين للكتاب المقدس». وأكد أن صلب يسوع كان في 3 أبريل 33م. وحاول دون جدوى العثور على الرسائل المخفية داخل الكتاب المقدس.
آمن نيوتن أن العالم يسير وفق صيغة منطقية، لكنه رفض ضمنيًا أفكار غوتفريد لايبنتس وباروخ سبينوزا حول وجود حياة في كل مادة. رأى نيوتن أدلة على وجود تصميم في نظام العالم، وأصر على أن العناية الإلهية ضرورية لإصلاح النظام والمحافظة عليه. لهذا سخر ليبنتز منه قائلاً: "إن الإله العظيم عليه أن يعبأ ساعته من وقت لآخر: وإلا ستتوقف. يبدو أنه لم يفعل ما يكفي لجعلها حركة دائبة." دافع صموئيل كلارك تلميذ نيوتن بقوة عن موقف نيوتن في مراسلات كانت بينه وبين ليبنيز. وبعد قرن، كتب بيير لابلاس في كتابه "الميكانيكا السماوية" تفسيرًا طبيعيًا لسبب دوران الكوكب بصورة منتظمة، زاعمًا عدم الحاجة للتدخل الإلهي.
رأى نيوتن الله خالق عظيم لا يمكن إنكار وجوده في وجود كل هذه العظمة في الخلق. رفض نيوتن ثيوديسيا لايبنتز الذي استبعد مشاركة الله في الخلق، قائلاً بأنه في مثل هذه الحالة يكون الإله ملكًا بالاسم فقط، ووضعه على بعد خطوة واحدة من الإلحاد. وفي مخطوطة كتبها عام 1704، فسر نيوتن محاولاته لانتزاع المعلومات العلمية من الكتاب المقدس، وقدر أن نهاية العالم لن تكون قبل عام 2060.

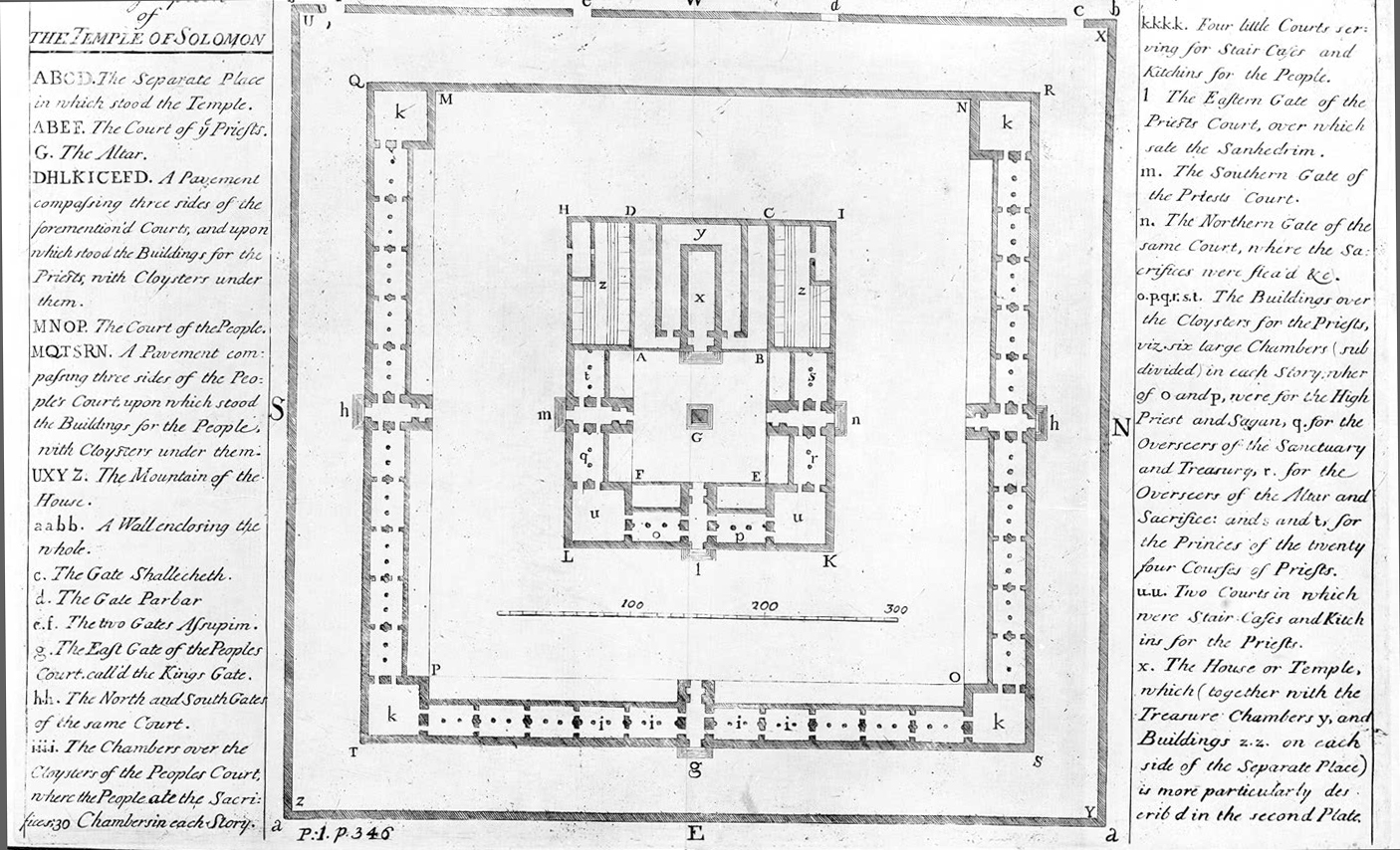
رسم تخطيطي لنيوتن لجزء من هيكل سليمان من كتابه التسلسل الزمني للممالك القديمة، المنشور في لندن عام 1728.

كتب نيوتن عن هيكل سليمان، وكرس فصل كامل في كتابه التسلسل الزمني للممالك القديمة عن ملاحظاته بشأن المعبد. كان مصدر نيوتن الأساسي لمعلوماته، وصف الهيكل في سفر الملوك الأول في نسخة عبرية من الكتاب المقدس، ترجمها بنفسه. وقد اعتقد نيوتن أن النبي سليمان هو من صمم الهيكل بتوجيه إلهي. كما اعتقد نيوتن أنه مثلما كانت هناك حكمة مقدسة في كتابات الفلاسفة القدماء والعلماء، كذلك لا بد أن الكتاب المقدس يحتوي على حكمة مقدسة مخفيّة وفق شفرة معقدة إذا حُلَّت سنتمكن من فهم كيفية عمل الطبيعة.
كان نيوتن يعتبر نفسه واحدًا من مجموعة اختارها الله للقيام بمهمة فهم الكتاب المقدس. دعاه اعتقاده هذا لكتابة اطروحات عدة بشأن هذا الموضوع، أبرزها دليل غير منشور بعنوان «قواعد تفسير كلمات ولغة الكتاب المقدس». لذا، فقد أمضى الكثير من حياته يسعى وراء اكتشاف شفرة الكتاب المقدس، وركّز في عمله على تفسير رؤيا يوحنا، معتبرًا أن تفسيراته ستضع الأمور في نصابها في مواجهة ما اعتبره «الفهم المحدود للكتاب المقدس». كما نشر في عام 1754، بعد 27 عامًا على وفاته، اطروحته «وصف تاريخي لتحريفين مهمين للكتاب المقدس»، التي دلل بها على سوء فهم الكتاب المقدس.
في عام 2003، أولت وسائل الاعلام في جميع أنحاء العالم اهتمامها بوثائق غير معروفة وغير منشورة منسوبة إلى إسحاق نيوتن، يشير فيها إلى اعتقاده بأن العالم لن ينتهي قبل عام 2060. وقد تصدر الخبر الصفحات الأولى لعدد من الصحف مثل دايلي تيليغراف ويديعوت أحرونوت، كما نشرت مقالة عن الموضوع في مجلة التاريخ الكندية.

## دار سك العملة الملكية
بصفته مديرًا ثم رئيسًا لدار سك العملة الملكية، قدّر نيوتن حجم العملة المزيفة المتداولة خلال فترة عملية إصلاح العملة الإنجليزية عام 1696 بحوالي 20% من حجم العملة المتداولة. كان تزييف العملة يعد خيانة عظمى للمملكة المتحدة يعاقب عليها المجرم بالشنق والسحل وتقطيع الأوصال. إلا أن تقديم دليل الإدانة كان أمرًا صعبًا للغاية. ومع ذلك، أثبت نيوتن أنه كفؤًا لهذه المهمة. فقد تنكر في زي مرتادي الحانات، وجمع الكثير من الأدلة بنفسه. وتمكن في الفترة من يونيو عام 1698 وحتى عيد الميلاد لعام 1699، من إثبات التهم على 28 مزورًا للعملة بنجاح.
ونتيجة لتقرير كتبه نيوتن في 21 سبتمبر 1717 إلى مفوضي الخزانة الملكية، أُصْدِرَ مرسوم ملكي يتعلق بنظام التحويل بين العملات الذهبية والفضية صدر في 22 ديسمبر 1717، يمنع تبادل الجنيه الذهبي بأكثر من 21 شلنًا من الفضة. أدى ذلك لحدوث أزمة نقص في الفضة التي استخدمت لدفع ثمن الواردات، في حين كانت الصادرات يدفع ثمنها ذهبًا، مما أدى إلى انتقال بريطانيا من العمل بمعيار الفضة إلى المعيار الذهبي. وما زال الأمر محل نقاش إن كان نيوتن قصد فعل ذلك أم لا.

## قوانين الحركة
في كتابه الأصول الرياضية، وضع نيوتن قوانين الحركة الثلاثة الشهيرة، وفيها:
قانون نيوتن الأول (المعروف أيضًا باسم قانون القصور الذاتي) الذي ينص على أن «يظل الجسم على حالته الحركية (إما السكون التام أو الحركة في خط مستقيم بسرعة ثابتة) ما لم تؤثر عليه قوة تغيره هذه الحالة.»
قانون نيوتن الثاني ونصه «إذا أثرت قوة أو مجموعة قوى على جسم ما فإنها تكسبه تسارعًا يتناسب مع محصلة القوى المؤثرة، ومعامل التناسب هو كتلة القصور الذاتي للجسم».
تعارض القانونان مع فيزياء أرسطو، التي كانت تنص على أنه لا بد من وجود قوة لاستمرار الحركة. وقد كُرِّم نيوتن بإطلاق اسمه على وحدة القوة في النظام الدولي.
وخلافًا لفيزياء أرسطو، كانت فيزياء نيوتن صالحة للتطبيق على الكون الخارجي والقوى الأرضية. ووضعت الطبيعة المتجهية لقانون نيوتن الثاني علاقة هندسية بين اتجاه القوة والطريقة التي يغير بها الكائن عزمه. قبل نيوتن، كان يفترض لأي كوكب يدور حول الشمس حاجته لقوة تدفعه لمواصلة تحركه. وأوضح نيوتن بدلاً من ذلك أنه يكفي وجود عامل جذب إلى الداخل من الشمس. وحتى بعد عقود عديدة من نشر كتابه الأصول الرياضية للفلسفة الطبيعية، لم تكن الفكرة مقبولة عالميًا، وفضّل الكثير من العلماء مثل رينيه ديكارت نظرية الدوامات.

## حادثة التفاحة
ذكر نيوتن نفسه قصة أنه أتاه إلهام بصياغة نظريته حول الجاذبية بعد أن شاهد تفاحة تسقط من شجرة. وعلى الرغم من رأي البعض أن قصة التفاح ما هي إلا أسطورة، وأنه لم يتوصل لنظريته حول الجاذبية في لحظة واحدة، إلا أن بعض المقربين من نيوتن مثل ويليام ستوكلي، أكدوا وقوع الحادثة، لكن ليس كما هو شائع أن التفاحة وقعت على رأسه. وقد سجل ويليام ستوكلي في كتابه حياة السير إسحاق نيوتن محادثة مع نيوتن في كنسينغتون في لندن في 15 أبريل 1726:
جون كوندويت مساعد نيوتن في دار سك العملة الملكية وزوج ابنة أخت نيوتن، وصف الحدث عندما كتب عن حياة نيوتن:
ومن المعروف من مذكرات نيوتن أنه في أواخر ستينيات القرن السابع عشر، كانت تشغله فكرة أن الجاذبية الأرضية تمتد، في تناسب عكسي مربع إلى القمر، ولكن الأمر استغرق منه عقدين ليطور نظرية كاملة عن الفكرة. لم يكن التساؤل الرئيسي حول وجود الجاذبية، وإنما ما إذا كانت تمتد إلى خارج الأرض بحيث يمكنها أن تكون القوة التي تبقي القمر في مداره. أظهر نيوتن أنه إذا تناسبت القوة عكسيًا مع مربع المسافة، فإنه يمكن للمرء أن يحسب بالفعل الدور المداري للقمر. ورجح أن نفس القوة هي المسئولة عن الحركات المدارية الأخرى، وبالتالي فإنه يمكن تسميتها «الجاذبية الكونية».
ادعى كثيرون بأن أشجار مختلفة هي شجرة تفاح نيوتن. حيث ادعت مدرسة الملك في غرانتهام، أنها اشترت الشجرة، واقتلعت ونقلت إلى حديقة المدرسة بعد بضع سنوات. فيما يدعي موظفي مؤسسة التراث القومي التي تملكت مزرعة وولسثورب، بأن الشجرة موجودة في حدائقهم. كما توجد شجرة من نسل الشجرة الأصلية خارج البوابة الرئيسية لكلية الثالوث في كامبريدج، تحت غرفة نيوتن التي عاش فيها حينما كان يدرس هناك.

## كتبه
- طريقة التفاضل (1671)
- من الطبيعة: قوانين وعمليات واضحة في الحياة النباتية (غير منشور، كتب بين عامي 1671-1675)[133]
- حول حركة الأجسام في المدارات (1684)
- الأصول الرياضية للفلسفة الطبيعية (1687)
- البصريات (1704)
- الحساب العالمي (1707)
- نظام العالم، محاضرات عن البصريات، التسلسل الزمني للممالك القديمة (نشرت عام 1728 بعد وفاته)
- ملاحظات على سفر دانيال وسفر رؤيا القديس يوحنا (1733)
- وصف تاريخي لتحريفين مهمين للكتاب المقدس (1754)